# Alonso de Chaves (BS-12)
El buque BS-12 Alonso de Chaves es un buque remolcador de manufactura española, utilizado actualmente por la Sociedad de Salvamento y Seguridad Marítima. Su distintivo de llamada es EDWM y su número IMO es 8411164.
Fue desarrollado en los astilleros Astander (Astillero de Guarnizo, Cantabria) y botado a la mar en el año 1987.
Este barco fue bautizado inicialmente como Salvamento Uno, pero posteriormente se le cambió de nombre, para homenajear al cartógrafo y navegante Alonso de Chaves.
Está previsto en el Plan Nacional de Salvamento 2010-2018 que sea sustituido por un buque polivalente de 8000 CV de potencia, en torno a 90 toneladas de tiro y 60 m de eslora.

## Intervenciones
El Alonso de Chaves ha intervenido en las siguientes situaciones:
- 1987: Hundimiento del buque mercante Cason.
- 1992 hundimiento del petrolero Aegean Sea
- 15 de noviembre de 2002: Hundimiento del petrolero Prestige.
- 22 de febrero de 2005: Hundimiento del pesquero  Siempre Casina a 15 millas de Tapia de Casariego, Asturias.[4]

## Galería

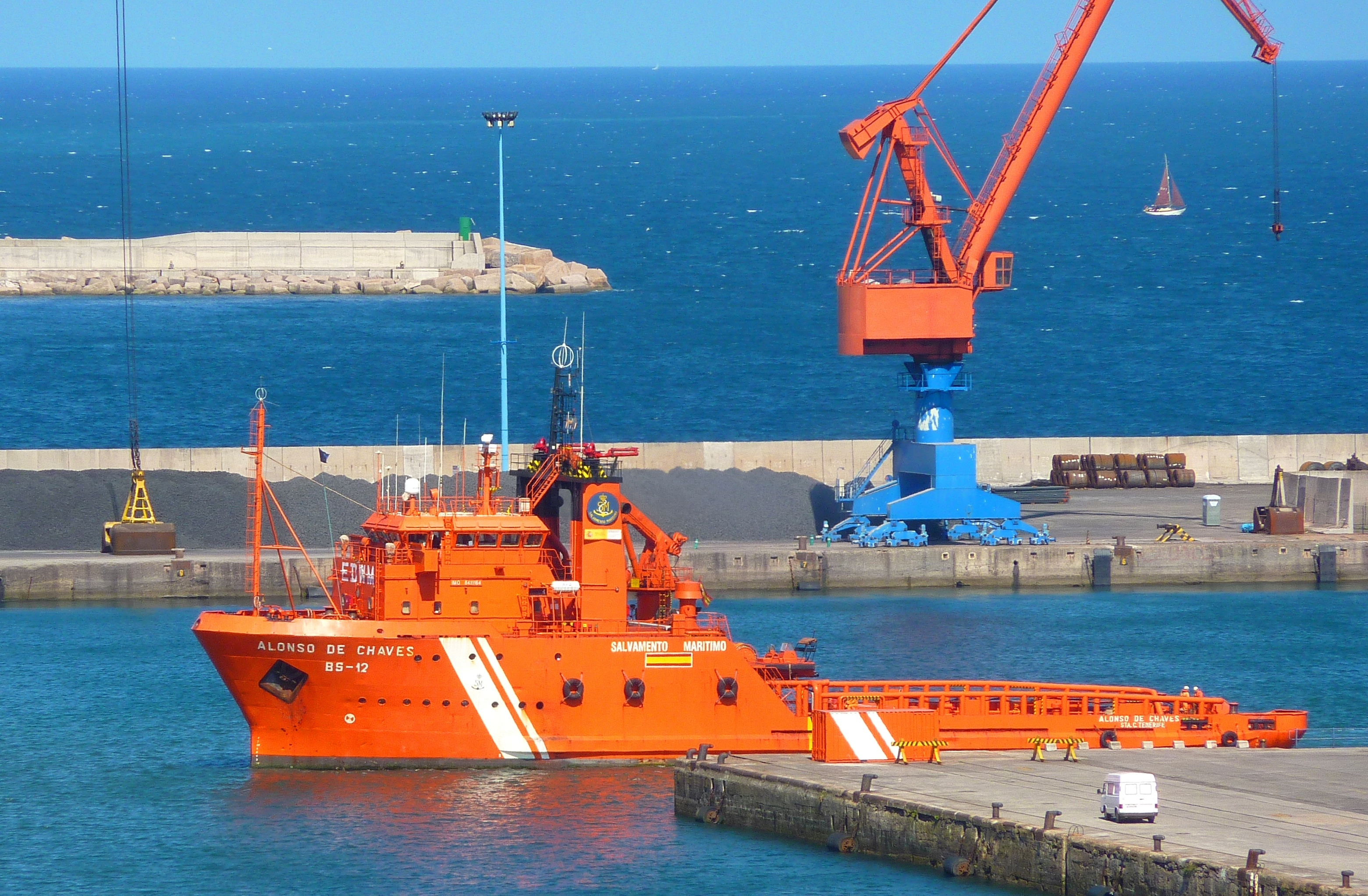
Entrando en el Puerto del Musel (Gijón).
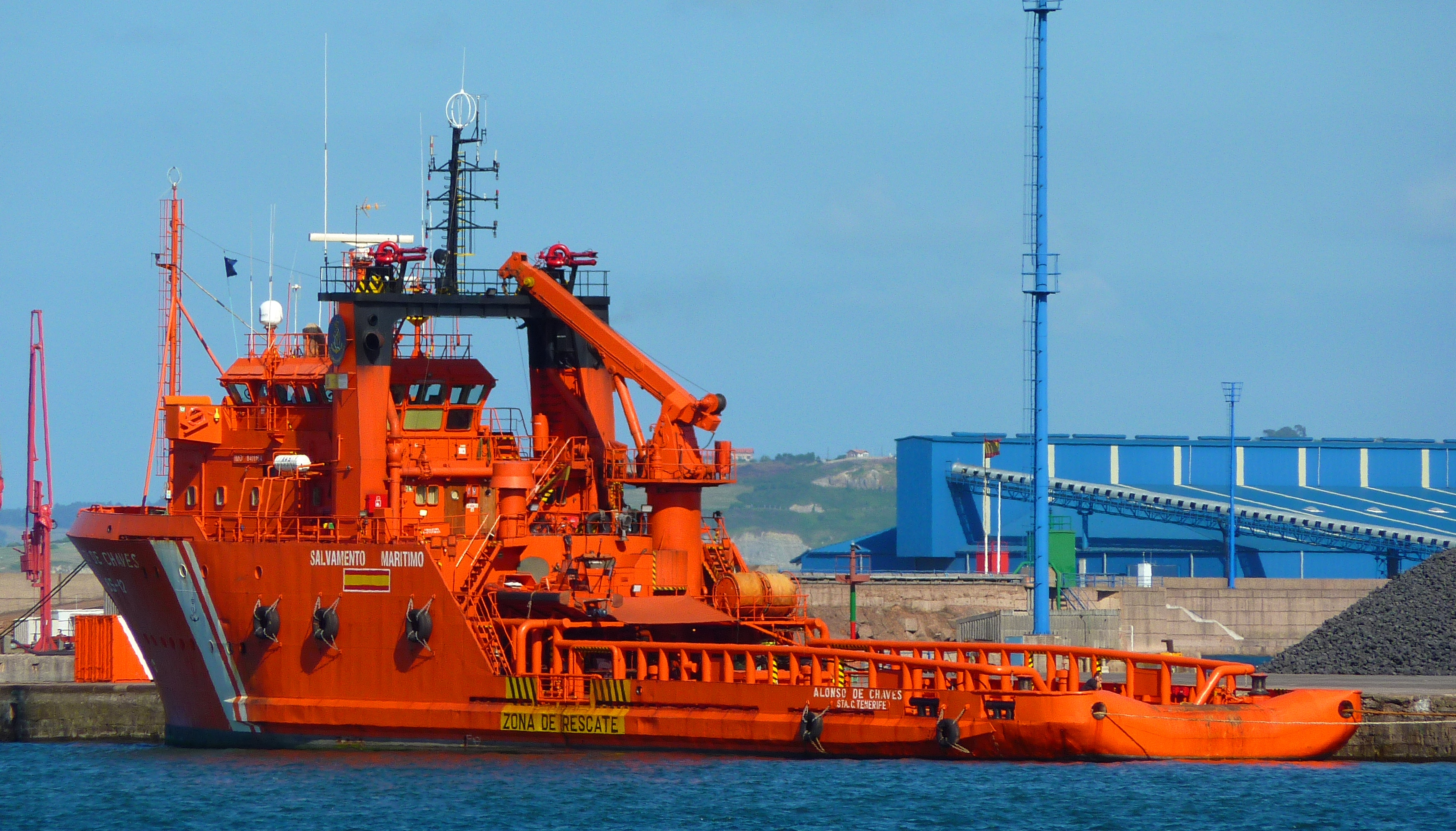
Vista por la aleta de babor.
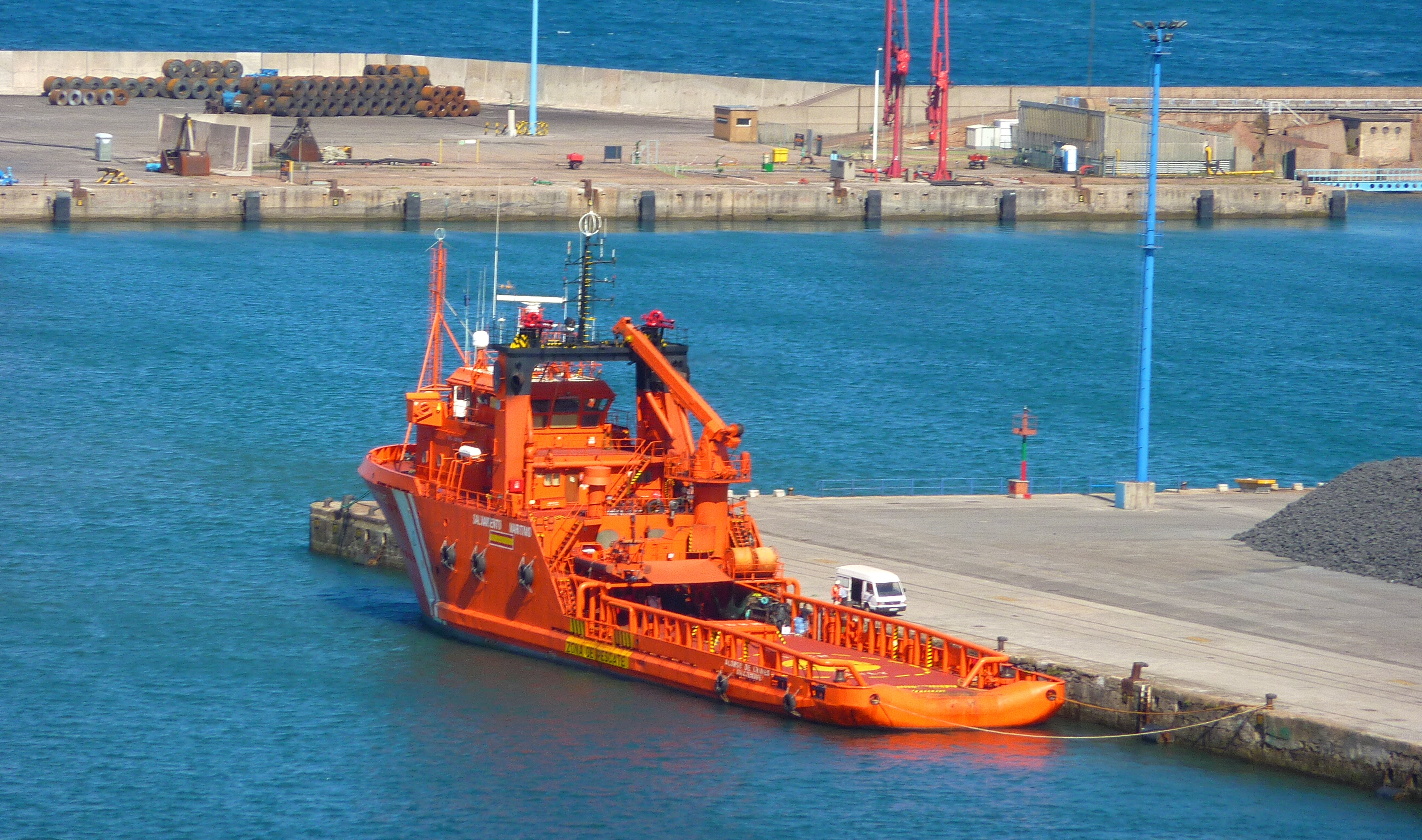
Otra imagen del remolcador.
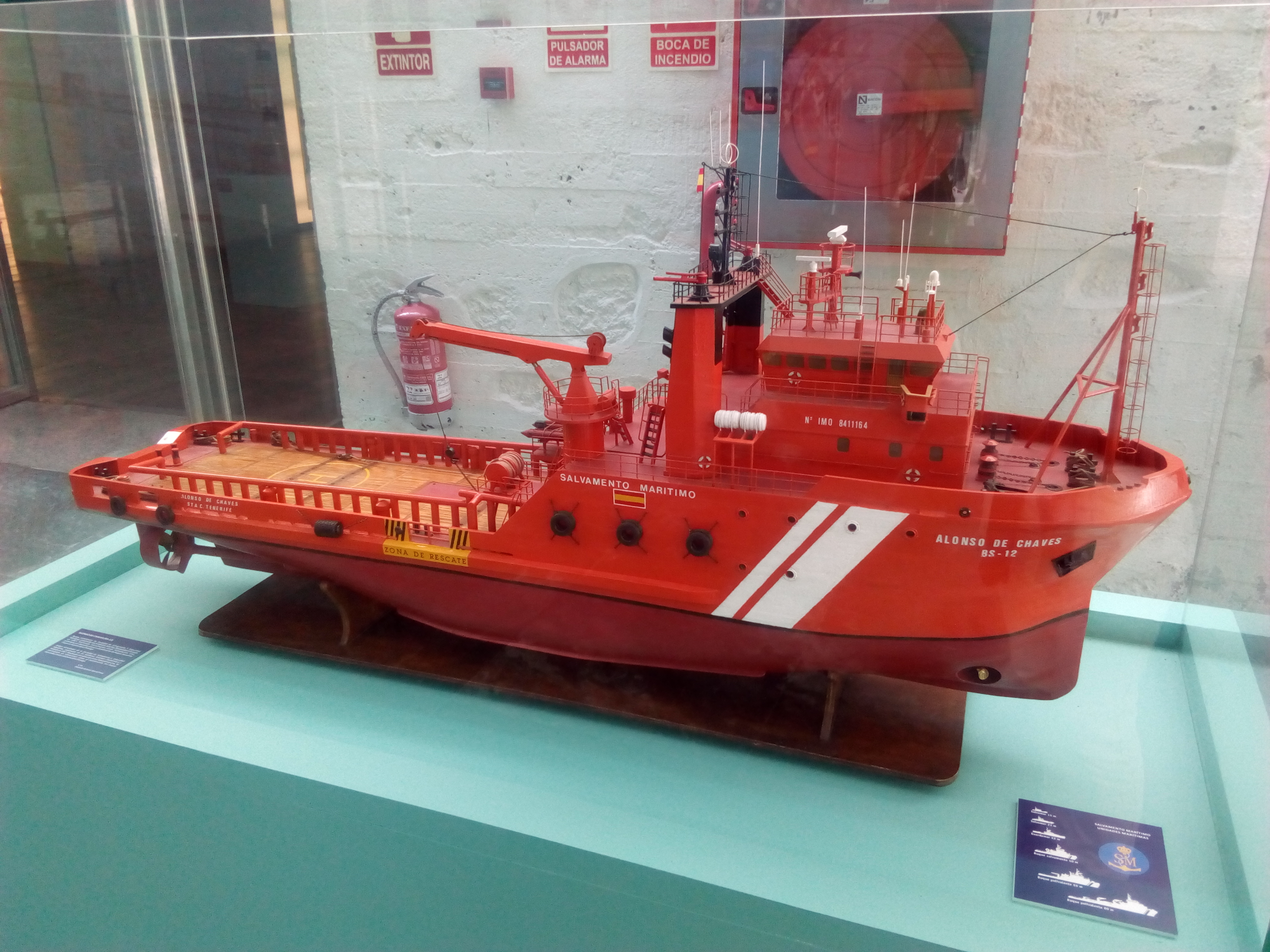
Maqueta del buque expuesta en el Museo del Mar de Galicia.